# I-20 (tàu ngầm Nhật)
I-20 là một tàu ngầm tuần dương thuộc lớp Type C được Hải quân Đế quốc Nhật Bản chế tạo ngay trước Chiến tranh Thế giới thứ hai. Nhập biên chế năm 1940, nó đã phóng tàu ngầm bỏ túi tham gia Tấn công Trân Châu Cảng và trong cuộc tấn công tàu bè Đồng Minh tại Diego-Suarez, Madagascar, rồi tham gia tuần tra càn quét tàu bè trong Ấn Độ Dương và Thái Bình Dương, cũng như tham gia các chiến dịch Guadalcanal và New Guinea trước khi mất tích từ ngày 31 tháng 8, 1943. 
tàu khu trục USS Fletcher đánh chìm trong biển Coral vào ngày 11 tháng 2, 1943.

## Thiết kế và chế tạo

### Thiết kế
Tàu ngầm Type C được thiết kế dựa trên phân lớp KD6 của lớp Kaidai dẫn trước, nhưng trang bị vũ khí ngư lôi mạnh hơn để tấn công tầm xa. Chúng có trọng lượng choán nước 2.595 tấn (2.554 tấn Anh) khi nổi và 3.618 tấn (3.561 tấn Anh) khi lặn, lườn tàu có chiều dài 109,3 m (358 ft 7 in), mạn tàu rộng 9,1 m (29 ft 10 in) và mớn nước sâu 5,3 m (17 ft 5 in). Con tàu có thể lặn sâu đến 100 m (328 ft).
Tàu ngầm Type C được trang bị hai động cơ diesel công suất 6.200 mã lực phanh (4.623 kW), mỗi chiếc vận hành một trục chân vịt. Khi lặn, mỗi trục được vận hành bởi một động cơ điện công suất 1.000 mã lực (746 kW). Khi di chuyển trên mặt nước nó đạt tốc độ tối đa 23,6 hải lý trên giờ (43,7 km/h; 27,2 mph) và 8 hải lý trên giờ (15 km/h; 9,2 mph) khi lặn dưới nước, tầm xa hoạt động của Type C là 14.000 hải lý (26.000 km; 16.000 mi) ở tốc độ 16 hải lý trên giờ (30 km/h; 18 mph), và có thể lặn xa 60 nmi (110 km; 69 mi) ở tốc độ 3 hải lý trên giờ (5,6 km/h; 3,5 mph).
Các con tàu có tám ống phóng ngư lôi 53,3 cm (21,0 in), tất cả được bố trí trước mũi, và mang theo tổng cộng 20 quả ngư lôi. Vũ khí trên boong tàu bao gồm khẩu hải pháo 14 cm (5,5 in), cùng hai pháo phòng không 25 mm Type 96 nòng đơn hoặc nòng đôi. Các bộ gá trên boong tàu phía sau tháp chỉ huy cho phép nó vận chuyển và phóng một tàu ngầm bỏ túi Type A (Kō-hyōteki).

### Chế tạo
Được đặt hàng trong Chương trình Maru 3 năm 1937, I-16 được đặt lườn như là chiếc Tàu ngầm số 46 tại xưởng tàu của hãng Mitsubishi tại Kobe vào ngày 16 tháng 11, 1937. Nó được đổi tên thành I-20 vào ngày 1 tháng 6, 1938 trước khi được hạ thủy vào ngày 25 tháng 1, 1939. Con tàu hoàn tất và nhập biên chế vào ngày 26 tháng 9, 1940, dưới quyền chỉ huy của Trung tá Hải quân Yamada Takashi.

## Lịch sử hoạt động

### 1940 - 1941
Sau khi nhập biên chế, I-20 được phối thuộc cùng Quân khu Hải quân Yokosuka. Vào mùa Thu năm 1940, nó tham gia thử nghiệm sonar thụ động Atlas Werke Periphon A do Đức chế tạo. Nó cùng các tàu ngầm I-18 và I-19 được điều về Đội tàu ngầm 2 thuộc Hải đội Tàu ngầm 1, trực thuộc Đệ Lục hạm đội vào ngày 15 tháng 11, 1940. Đến mùa Thu năm 1941, I-20 cùng các tàu ngầm chị em I-16, I-18, I-22 và I-24 được cải biến thành tàu ngầm mẹ để mang tàu ngầm bỏ túi Type A (Kō-hyōteki).
Tại Căn cứ Hải quân Kure vào ngày 17 tháng 11, I-20 được phân về Đơn vị Tấn công Đặc biệt dưới quyền Tư lệnh Đội tàu ngầm 3, Đại tá Hải quân Sasaki Hankyu, vốn bao gồm các tàu ngầm chị em I-16, I-18, I-22 và I-24, do I-22 đảm trách vai trò soái hạm. Các hạm trưởng được thông báo chi tiết về Chiến dịch Z và vai trò của tàu ngầm mẹ mang tàu ngầm bỏ túi trong kế hoạch tấn công Trân Châu Cảng sắp diễn ra.
Vào ngày 18 tháng 11, năm chiếc tàu ngầm di chuyển từ Kure đến Khu vực Thực hành Hải quân Kamegakubi, nơi mỗi chiếc nhận lên tàu một tàu ngầm bỏ túi Type A. Đến 02 giờ 15 phút ngày 19 tháng 11, họ khởi hành từ Kamegakubi để hướng sang khu vực quần đảo Hawaii, theo một lộ trình trực tiếp ngang qua phía Nam đảo san hô Midway. Lúc đang trên đường đi, vào ngày 2 tháng 12, họ nhận được thông điệp từ Hạm đội Liên hợp: "Leo núi Niitaka 1208" (tiếng Nhật: Niitakayama nobore 1208), là mật lệnh cho biết chiến sự với Khối Đồng Minh sẽ bắt đầu vào ngày 8 tháng 12 (theo giờ Nhật Bản, tức ngày 7 tháng 12 tại Hawaii bên kia đường đổi ngày).

#### Trận Trân Châu Cảng
Lúc 02 giờ 57 phút ngày 7 tháng 12, ở phía Nam Oahu I-20 tung ra chiếc tàu ngầm bỏ túi của nó, chiếc Số 20, ở vị trí cách lối ra vào Trân Châu Cảng khoảng 5,3 nmi (9,8 km). Sau khi tàu quét mìn USS Condor (AMc-14) báo cáo phát hiện một tàu ngầm không rõ tung tích tại khu vực cấm của Trân Châu Cảng, tàu khu trục USS Ward (DD-139) bắt đầu tìm kiếm lúc 04 giờ 08 phút nhưng không có kết quả. Tuy nhiên đến 06 giờ 30 phút, Ward nhìn thấy tháp chỉ huy của Số 20 lẫn trong sóng của chiếc tàu kho chứa USS Antares (AKS-3), vốn đang kéo một sà lan tiếp cận lối ra vào cảng; đồng thời một thủy phi cơ PBY Catalina thuộc Liên đội Tuần tra VP-14 cũng phát hiện chiếc tàu ngầm bỏ túi nên thả phao khói đánh dấu vị trí. Ward bắn hải pháo 4 inch (102 mm) nhắm vào mục tiêu lúc 06 giờ 45 phút ở khoảng cách chỉ có 100 yd (91 m), nên đã nổ phát súng đầu tiên từ phía Hoa Kỳ trong Thế Chiến II. Ward rút ngắn khoảng cách còn 50 yd (46 m) và bắn trúng tháp chỉ huy Số 20, rồi băng ngang qua đối phương và tiếp tục thả bốn quả mìn sâu tấn công. Chiếc PBY cũng thả hai quả mìn sâu. Số 20 đắm ở phía ngoài lối ra vào cảng, với tổn thất toàn bộ hai thành viên thủy thủ đoàn. Vào ngày 28 tháng 8, 2002, các thiết bị lặn sâu Pisces IV và Pisces V thuộc Phòng Thí nghiệm Nghiên cứu Dưới nước Hawaii tìm thấy xác một tàu ngầm bỏ túi ở tư thế gần như thẳng đứng tại độ sâu 1.200 foot (366 m), cách lối ra vào Trân Châu Cảng khoảng 3–4 nmi (5,6–7,4 km). Các sử gia cùng các nhà khảo cổ tin rằng đó là tàu ngầm bỏ túi của I-20.
I-20 cùng bốn tàu ngầm "mẹ" khác sau đó đi đến khu vực thu hồi các tàu ngầm bỏ túi dự định về phía Tây Lanai, nơi họ trải qua đêm 7-8 tháng 12. Đến sáng sớm ngày 9 tháng 12, I-18, I-20 và I-24 được lệnh rời khu vực thu hồi, nhưng I-16 và I-22 tiếp tục ở lại cho đến ngày 11 tháng 12. Không có chiếc nào trong số năm tàu ngầm bỏ túi quay trở lại. I-20 rời vùng biển Hawaii vào ngày 12 tháng 12, cùng với I-16 về đến Kwajalein vào ngày 22 tháng 12.

### 1942

#### Chuyến tuần tra thứ nhất
Vào ngày 4 tháng 1, 1942, I-20 khởi hành từ Kwajalein cho chuyến tuần tra đầu tiên trong chiến tranh, đi đến khu vực tuần tra được chỉ định ở Fiji và quần đảo Samoa. Nó trồi lên mặt nước ở vị trí 15.000 yd (14 km) ngoài khơi cảng Pago-Pago tại đảo Tutuila, Samoa thuộc Mỹ lúc trước bình minh ngày 11 tháng 1, và bắn 12 phát đạn pháo 14 cm (5,5 in) nhắm vào căn cứ hải quân tại đây. Hầu hết các phát đạn pháo đã không trúng đích, và chúng chỉ làm bị thương một sĩ quan Thủy quân Lục chiến Hoa Kỳ cùng một binh lính người bản địa.
Di chuyển đến vùng biển Fiji sau đó, I-20 tấn công chiếc HMNZS Monoeai vào ngày 16 tháng 1, khi chiếc tàu buôn tuần dương vũ trang New Zealand vừa mới rời cảng Suva; nhưng các quả ngư lôi nó phóng ra bị kích nổ sớm lúc 16 giờ 03 phút. Tin rằng đang đối đầu với một tàu buôn, I-20 trồi lên mặt nước cách Monowai 7.400 yd (6,8 km) lúc 16 giờ 08 phút và tấn công con tàu New Zealand bằng hải pháo; tuy nhiên đối phương đã phản công với những khẩu pháo 6 in (150 mm) bên mạn trái. I-20 kết thúc cuộc đấu pháo lúc 16 giờ 14 phút và lặn xuống, tự nhận đã bắn trúng cầu tàu đối phương, nhưng thực ra cả hai đối thủ đều không bị hư hại. Monowai báo cáo sự hiện diện của tàu ngầm đối phương tại khu vực và rời đi với tốc độ cao. I-20 quay trở về Kwajalein vào ngày 24 tháng 1, rồi tiếp tục lên đường quay trở về Nhật Bản, đi đến Yokosuka vào ngày 1 tháng 2.
Trong khi I-20 ở lại vùng biển nhà, Hải quân Đức Quốc Xã chính thức yêu cầu Hải quân Nhật Bản tấn công tàu bè Đồng Minh tại Ấn Độ Dương, nên vào ngày 8 tháng 4, Hải quân Nhật Bản quyết định phái Đội tàu ngầm 1 đến hoạt động ngoài khơi bờ biển Đông Phi, nên rút đơn vị này từ Kwajalein để quay trở về Nhật Bản. Đến ngày 16 tháng 4, I-20 được điều sang Đơn vị "A" mới được thành lập trong biên chế Hải đội Tàu ngầm 8, bao gồm I-10, I-16, I-18, I-30, các tàu ngầm bỏ túi cùng các tàu tuần dương phụ trợ Aikoku Maru và Hōkoku Maru, vốn sẽ hoạt động như những tàu tiếp liệu cho tàu ngầm. Đơn vị "A" lên đường lúc 11 giờ 00 ngày hôm đó để hướng sang Penang, Malaya thuộc Anh đã bị Nhật chiếm đóng.
Đơn vị "A" chỉ vừa mới khởi hành được hai ngày khi xảy ra vụ Không kích Doolittle vào ngày 18 tháng 4, khi 16 máy bay ném bom B-25 Mitchell của Không lực Lục quân quân Hoa Kỳ xuất phát từ tàu sân bay USS Hornet (CV-8) đã ném bom xuống các mục tiêu trên đảo Honshū. Bộ tư lệnh Đệ Lục hạm đội ra lệnh cho Đơn vị "A" lập tức chuyển hướng sang phía Đông Bắc, đi đến phía Bắc quần đảo Bonin để đánh chặn lực lượng đặc nhiệm Hoa Kỳ vốn đã tung ra cuộc không kích. Đơn vị đã không tìm thấy đôi phương, nên tiếp tục hành trình sau đó.
I-30 cùng Aikoku Maru ghé lại cảng Penang từ ngày 20 đến ngày 22 tháng 4, trước khi tiến vào Ấn Độ Dương và hoạt động trinh sát tiền trạm tại khu vực dự định hoạt động của Đơn vị "A". Phần còn lại của Đơn vị "A" đi đến Penang vào ngày 27 tháng 4, nơi họ gặp gỡ tàu chở thủy phi cơ Nisshin,vốn được cải biến để vận chuyển tàu ngầm bỏ túi Type A. I-16, I-18 và I-20 mỗi chiếc nhận một tàu ngầm bỏ túi tại Penang.

#### Tuần tra tại Ấn Độ Dương
I-20 cùng phần còn lại của Đơn vị "A", do I-10 đảm trách vai trò soái hạm, khởi hành từ cảng Penang vào ngày 30 tháng 4 và hướng sang phía Tây để tiến vào Ấn Độ Dương. Trên đường đi, các tàu ngầm được các chiếc Aikoku Maru và Hōkoku Maru tiếp nhiên liệu trên biển trong các ngày 5, 10 và 15 tháng 5. Ở vị trí về phía Đông Nam Madagascar vào ngày 17 tháng 5, I-20 gặp sự cố khi biển động mạnh khiến nước biển tràn qua van nạp khí chính làm ngập khoang động cơ diesel. Thủy thủ đoàn đã khắc phục và sửa chữa, nhưng phòng động cơ lại bị ngập nước thêm một lần nữa, nên phải tiếp tục được sửa chữa.
Chiếc thủy phi cơ Yokosuka E14Y1 của I-10 bắt đầu hoạt động trinh sát các cảng Nam Phi, khi thực hiện một phi vụ trinh sát bên trên Durban vào ngày 20 tháng 5, và lần lượt sau đó là East London, Port Elizabeth và Simon's Town trong một tuần lễ tiếp theo. Đến ngày 24 tháng 5, khi tiếp cận vùng biển Đông Phi, Đơn vị "A" thường xuyên đụng độ với tàu bè đối phương. Trong đêm 29 tháng 5, chiếc Yokosuka E14Y1 của I-10 trinh sát bên trên Diego-Suarez, Madagascar và phát hiện thiết giáp hạm Anh HMS Ramillies trong số tàu bè neo đậu tại đây. Tư lệnh Đơn vị "A" quyết định chọn Diego-Suarez là mục tiêu cho đợt tấn công bằng tàu ngầm bỏ túi, lên kế hoạch thực hiện vào ngày 30 tháng 5.
Đến ngày 30 tháng 5, I-18 không thể phóng do tàu ngầm bỏ túi của nó gặp trục trặc động cơ, nhưng I-16 và I-20 đã phóng tàu của họ ở vị trí cách 10 nmi (19 km) ngoài khơi Diego-Suarez. Tàu ngầm bỏ túi của I-20 đã phóng ngư lôi đánh trúng Ramillies lúc 20 giờ 25 phút. Đến 21 giờ 20 phút, trong khi bị các tàu corvette Anh tấn công bằng mìn sâu, tàu ngầm bỏ túi của I-20 tiếp tục phóng ngư lôi đánh chìm tàu chở dầu British Loyalty 6.993 GRT tại vùng nước nông trước khi bị mắc cạn. Hai thành viên tổ lái chiếc tàu ngầm đã bỏ tàu lên bờ và tìm cách đi đến khu vực thu hồi được chỉ định, nhưng bị phát hiện bên ngoài Anjiabe lúc 11 giờ 00 ngày 1 tháng 6. Cả hai đã bị giết chết vào ngày hôm sau 2 tháng 6, sau cuộc đụng độ với lực lượng Commando Anh trong vịnh Amponkarana, tại tọa độ 12°00′N 049°12′Đ / 12°N 49,2°Đ. Ramillies chỉ bị hư hại, và lên đường đi Durban, Nam Phi mười ngày sau đó để sửa chữa, cho dù phía Nhật Bản tự nhận đã đánh chìm chiếc thiết giáp hạm khi phi vụ trinh sát của chiếc Yokosuka E14Y1 từ I-10 không tìm thấy Ramillies trong cảng Diego-Saurez. British Loyalty được trục vớt nhưng bị đánh đắm sau khi kéo đến đảo Addu.
Vào ngày 3 tháng 6, trong khi I-16 và I-18 đã rời khỏi khu vực, I-20 đi đến khu vực thu hồi được chỉ định và cố gắng bắt liên lạc với các tàu ngầm bỏ túi cùng các tổ lái, nhưng đã không thành công. Sau đó nó tham gia cùng phần còn lại của Đơn vị "A" tuần tra săn tàu buôn đối phương. I-20 đã lần lượt phóng ngư lôi đánh chìm tàu buôn vũ trang Panama Johnstown 5.086 GRT tại tọa độ 13°12′N 42°06′Đ / 13,2°N 42,1°Đ vào ngày 5 tháng 6; tàu buôn Hy Lạp Christos Markettos 5.209 GRT tại tọa độ 05°05′N 40°53′Đ / 5,083°N 40,883°Đ vào ngày 8 tháng 6; và tàu buôn vũ trang Anh Mahronda 7.926 GRT tại tọa độ 14°37′N 40°58′Đ / 14,617°N 40,967°Đ vào ngày 11 tháng 6. Đến ngày 12 tháng 6, nó tiếp tục đánh chìm tàu buôn Panama Hellenic Trader 2.052 GRT bằng hải pháo tại tọa độ 14°40′N 40°53′Đ / 14,667°N 40,883°Đ; và tàu buôn Anh Clifton Hall 5.063 GRT bằng ngư lôi tại tọa độ 16°25′N 040°10′Đ / 16,417°N 40,167°Đ.
Sau khi được tiếp nhiên liệu từ chiếc Aikoku Maru vào ngày 19 tháng 6, I-20 tiếp tục hoạt động tuần tra. Vào ngày 29 tháng 6, nó phóng ngư lôi tấn công tàu buôn vũ trang Na Uy Goviken 5.063 GRT, vốn đang trong hành trình từ Aden đến Lourenço Marques tại Đông Phi thuộc Bồ Đào Nha; Goviken đắm trong còng 20 phút tại tọa độ 13°25′N 41°53′Đ / 13,417°N 41,883°Đ. Sang ngày hôm sau 30 tháng 6, chiếc tàu ngầm tấn công chiếc tàu chở dầu vũ trang Anh Steaua Romana 5.311 GRT bằng hải pháo tại tọa độ 09°N 42°Đ / 9°N 42°Đ. I-20 đã bắn 15 phát đạn pháo 140 milimét (5,5 in), ghi được một phát trúng đích, nhưng khi Steaua Romana phản pháo tự vệ, I-20 lặn xuống và phóng một quả ngư lôi. Tuy nhiên quả ngư lôi lại bị kích nổ sớm, và Steaua Romana thả một phao khói để ẩn nấp và tìm cách tháo chạy; một quả ngư lôi thứ hai từ I-20 đã đánh chìm mục tiêu.
Đến ngày 21 tháng 7, I-20 đi đến vịnh Aden, rồi lên đường quay trở về căn cứ, về đến Penang vào ngày 5 tháng 8. Chiếc tàu ngầm tiếp tục hành trình để quay trở về Nhật Bản, về đến Yokosuka vào ngày 23 tháng 8, nơi con tàu được sửa chữa cùng đại tu.

#### Chiến dịch Guadalcanal
Trong khi I-20 đang được đại tu, Chiến dịch Guadalcanal bắt đầu vào ngày 7 tháng 8, khi lực lượng Thủy quân Lục chiến Hoa Kỳ đổ bộ lên Guadalcanal, Tulagi, đảo Florida, Gavutu và Tanambogo ở phía Đông Nam quần đảo Solomon. Do đó sau khi hoàn tất việc sửa chữa, I-20 khởi hành từ Yokosuka vào ngày 24 tháng 10 để tham gia các hoạt động tại khu vực quần đảo Solomon. Nó đi đến khu vực neo đậu ngoài khơi đảo Shortland thuộc quần đảo Shortland vào ngày 2 tháng 11, nơi các tàu ngầm I-16, I-20 và I-24 hình thành nên một đội tấn công. Mỗi tàu ngầm sẽ nhận lên tàu một tàu ngầm bỏ túi do tàu tiếp liệu thủy phi cơ Chiyoda vận chuyển.
I-20 nhận lên tàu chiếc tàu ngầm bỏ túi Số 11 vào ngày 5 tháng 11, rồi lên đường hướng khu vực eo biển Indispensable, đi đến khu vực tác chiến, và phóng chiếc Số 11 lúc 05 giờ 20 ngày 7 tháng 11 ở vị trí cách mũi Esperance 4 nmi (7,4 km) về phía Bắc, tại bờ biển Tây Bắc Guadalcanal. Số 11 đã tấn công tàu chở hàng USS Majaba (AG-43) 2.227 GRT bằng ngư lôi, và một quả trúng đích phá hủy phòng động cơ buộc Majaba phải tự mắc cạn tại bờ biển Guadalcanal để tránh bị đắm, nhưng được trục vớt và sửa chữa sau đó. Các tàu khu trục USS Landsdowne và USS Lardner đã phản công bằng mìn sâu, nhưng Số 11 thoát được. Chiếc tàu ngầm bỏ túi bị tổ lái đánh đắm, rồi họ bơi được đến Guadalcanal, trong khi I-20 quay trở lại Truk.
Tại Truk, I-20 lại nhận lên tàu chiếc tàu ngầm bỏ túi Số 37 rồi khởi hành vào ngày 13 tháng 11. Nó đi đến khu vực tấn công ngoài khơi Lungga Point tại bờ biển phía Bắc Guadalcanal vào ngày 18 tháng 11, và phóng chiếc Số 37 ở vị trí 6 nmi (11 km) ngoài khơi mũi Esperance lúc 03 giờ 00 ngày 19 tháng 11. Chỉ hai phút sau khi được phóng, chiếc Số 37 gặp sự cố rò rỉ dầu thủy lực hệ thống lái, nhưng nó tiếp tục đợt tấn công; tuy nhiên do không tìm thấy mục tiêu nào ngoài khơi Guadalcanal, tổ lái chiếc Số 37 tự đánh đắm tàu ngoài khơi mũi Esperance lúc 09 giờ 55 phút rồi bơi được đến Guadalcanal.
Quay trở lại Truk, I-20 tiếp tục nhận lên tàu chiếc tàu ngầm bỏ túi Số 8 rồi khởi hành vào ngày 26 tháng 11. Nó đi đến khu vực tấn công ngoài khơi Lungga Point vào ngày 1 tháng 12, và phóng chiếc Số 8 ở vị trí 19 nmi (35 km) ngoài khơi đảo Savo vào ngày 2 tháng 12. Chiếc Số 8 phát hiện nhiều mục tiêu bao gồm tàu vận tải và tàu khu trục ngoài khơi Guadalcanal vào ngày 3 tháng 12. Nó bị mắc cạn nhưng tự thoát ra được, và phóng cả hai quả ngư lôi tấn công một tàu vận tải, nghe thấy một tiếng nổ. Một tàu khu trục đã truy đuổi chiếc Số 8, nhưng nó thoát được mà không bị hư hại. Tuy nhiên chiếc Số 8 lại bị ngập nước khi nó trồi lên mặt nước, nên tổ lái chiếc Số 8 lại phải tự đánh đắm tàu và bơi được đến Guadalcanal.

### 1943
Sau đó I-20 được lệnh tham gia các nỗ lực tiếp liệu cho lực lượng Nhật Bản đang tham gia chiến đấu tại Guadalcanal. Nó đi đến ngoài khơi mũi Esperance vào ngày 31 tháng 12, 1942, vận chuyển 25 tấn hàng tiếp liệu trong các thùng chứa cao su. Chiếc tàu ngầm ghé lại căn cứ Truk trước khi lên đường vào ngày 2 tháng 1, 1943 để đi sang đảo Shortland. Xuất phát từ Shortland cho chuyến đi tiếp liệu thứ hai, nó đi đến ngoài khơi mũi Esperance vào ngày 7 tháng 1, chuyển giao 18 tấn hàng tiếp liệu trong các thùng chứa cao su. Trong chuyến đi tiếp liệu thứ ba đến Guadalcanal cũng là chuyến cuối cùng, I-20 là tàu ngầm đầu tiên vận chuyển hàng hóa bằng thùng chứa tiếp liệu Unkato, một thùng chứa ngầm dài 135 ft (41 m) có thể chứa 377 tấn hàng tiếp liệu, được thiết kế để vận chuyển hàng hóa một chiều và phóng bỏ xuống biển để người nhận có thể thu hồi và chất dỡ hàng. I-20 xuất phát từ Shortland vào ngày 20 tháng 1 và chuyển giao 15 tấn hàng tiếp liệu đến mũi Esperance trong các thùng chứa vào ngày 22 tháng 1.
Phía Nhật Bản hoàn tất Chiến dịch Ke, cuộc triệt thoái lực lượng Nhật Bản đang trú đóng tại Guadalcanal, vào ngày 9 tháng 2, sau khi di tản được 11.700 binh lính khỏi Guadalcanal.

#### Chiến dịch New Guinea
Sau đó I-20 được lệnh thực hiện các chuyến đi tiếp liệu hỗ trợ cho lực lượng Nhật Bản đang tham gia hoạt động trong Chiến dịch New Guinea. Trong chuyến đi đầu tiên xuất phát từ Truk vào ngày 18 tháng 3, nó vận chuyển 30 tấn lương thực và đạn dược đến Lae trên bờ biển New Guinea vào ngày 21 tháng 3. Chiếc tàu ngầm thực hiện chuyến đi thứ hai vào ngày 27 tháng 3, nhưng sang chuyến đi thứ ba nó mắc tai nạn va chạm với tàu ngầm chị em ở vị trí về phía Nam New Britain vào ngày 2 tháng 4, nhưng chỉ bị hư hại nhẹ và đi đến được Lae vào ngày 3 tháng 4. Sau khi chất dỡ 37 tấn tiếp liệu tại đây, I-20 đã giúp triệt thoái 39 người, bao gồm Trung tướng Lục quân Hatazō Adachi cùng ban tham mưu của ông. Nó lại có chuyến đi tiếp liệu thứ tư đến Lae vào ngày 9 tháng 4, vận chuyển 30 tấn hàng hóa và giúp triệt thoái 42 binh lính.
Vào ngày 11 tháng 4, cùng đang làm nhiệm vụ vận chuyển tiếp liệu đến Lae, tàu ngầm I-5 đang đi trên mặt nước trong biển Solomon cách Gasmata, New Britain 90 nmi (170 km) về phía Đông, khi nó trông thấy I-20 đang di chuyển trên mặt nước lúc 05 giờ 10 phút. I-20 phát hiện I-5 lúc 05 giờ 13 phút nhưng nhận định nhầm là một tàu ngầm Đồng Minh, nên tiếp cận để tấn công. I-5 xác định I-20 là một tàu ngầm Nhật Bản nên đã cố tách ra xa, trong khi I-20 hoàn toàn không biết rằng mình đã suýt tấn công nhầm một tàu ngầm bạn.
Sau đó I-5, I-6, I-16 và I-20 được tạm thời đặt dưới quyền chỉ huy của Bộ tư lệnh Đệ Bát hạm đội từ ngày 13 tháng 4. I-20 lại vận chuyển 37 tấn hàng hóa đến Lae vào ngày15 tháng 4, rồi giúp di tản 42 binh lính. Một máy bay Đồng Minh đã phát hiện chiếc tàu ngầm bằng pháo sáng ngoài khơi Lae, nhưng nó đã tránh được không bị tấn công. Chuyến đi tiếp liệu tiếp theo vận chuyển lương thực và đạn dược đến Kolombangara thuộc quần đảo New Georgia vào ngày 20 tháng 4. Tiếp theo sau là chuyến đi khác đến Lae vào ngày 2 tháng 5, vận chuyển 39 tấn hàng hóa và giúp triệt thoái 21 binh lính. Một chuyến khác vào ngày 8 tháng 5 với 39 tấn hàng hóa trở thành chuyến đi tiếp liệu cuối cùng của nó đến Lae. I-20 được tách khỏi Bộ tư lệnh Đệ Bát hạm đội từ ngày 15 tháng 5, và quay trở về Yokosuka vào ngày 20 tháng 5, nơi con tàu được đại tu.

#### Chuyến tuần tra thứ hai
Sau khi hoàn tất việc đại tu và được điều sang Hải đội Tàu ngầm 1, I-20 xuất phát từ Yokosuka vào ngày 4 tháng 8. Nó ghé đến Truk từ ngày 10 đến ngày 19 tháng 8 trước khi tiến hành chuyến tuần tra thứ hai tại vùng biển quần đảo New Hebrides. Vào ngày 30 tháng 8, chiếc tàu ngầm báo cáo trông thấy một lực lượng đặc nhiệm Đồng Minh bao gồm một tàu sân bay và hai thiết giáp hạm ngoài khơi Espiritu Santo. Sang ngày hôm sau 31 tháng 8, nó lại báo cáo đã phóng ngư lôi tấn công và gây hư hại cho tàu chở dầu Hoa Kỳ W. S. Rheem 10.872 GRT tại tọa độ 15°51′N 167°02′Đ / 15,85°N 167,033°Đ. Sau đó chiếc tàu ngầm hoàn toàn mất liên lạc với căn cứ.

#### Bị mất
Hoàn cảnh chính xác khiến I-20 bị mất hiện vẫn không rõ. Nó cùng tàu ngầm I-182 đều đang tuần tra tại khu vực phụ cận quần đảo New Hebrides vào lúc đó, và cả hai đều đã không quay trở về căn cứ sau đó. Hải quân Hoa Kỳ ghi nhận hai hoạt động chống tàu ngầm thành công ngoài khơi Espiritu Santo trong tháng 9, 1943, có thể đã khiến I-20 và I-182 bị mất.
Hoạt động thứ nhất diễn ra vào ngày 1 tháng 9, khi tàu khu trục USS Wadsworth (DD-516), hoạt động trong thành phần một đội tìm-diệt tàu ngầm, bắt đầu truy tìm một tàu ngầm Nhật Bản xuất hiện ngoài khơi Espiritu Santo lúc 10 giờ 55 phút. Nó dò được tín hiệu sonar lúc 13 giờ 00, nên thả một lượt mười quả mìn sâu được cài đặt để kích nổ ở độ sâu trung bình 150 ft (46 m). Không có kết quả, nó thả lượt thứ hai cài đặt ở độ sâu 250 ft (76 m). Trong khi đó tàu ngầm liên tục cơ động sang mạn trái, rồi đổi hướng về phía Nam trước khi chuyển sang hướng Đông Bắc, cố ý tạo ra các dòng nhiễu để giảm khả năng phát hiện của sonar. Wadsworth tiến hành mô phỏng các lượt tấn công mà không thả mìn, cho đến khi nó thả lượt mìn sâu được cài đặt ở độ sâu 425 ft (130 m), ghi nhận được một bọt khí lớn trồi lên mặt nước, nhưng không có bất kỳ dấu hiệu nào khác. Chiếc tàu khu trục tiếp tục càn quét trong khi chiếc tàu ngầm tiếp tục chiến thuật gây nhiễu loạn; Wadsworth thả lượt mười quả mìn sâu cuối cùng được cài đặt ở độ sâu 250 ft (76 m) rồi chuyển hướng sang phía Đông và gia tăng khoảng cách. Một thủy phi cơ PBY Catalina báo cáo trông thấy nhiều mảnh vỡ cùng một vệt dầu loang rộng đến 400 yd × 600 yd (370 m × 550 m) ở vị trí về phía Nam nơi Wadsworth tung ra lượt tấn công sau cùng. Nhiều mảnh vỡ cũng được phát hiện tại tọa độ 15°38′N 166°57′Đ / 15,633°N 166,95°Đ.
Hoạt động thứ hai diễn ra vào ngày 3 tháng 9, khi tàu khu trục USS Ellet (DD-398) tiến hành càn quét một khu vực được báo cáo có tàu ngầm Nhật Bản xuất hiện ngoài khơi Espiritu Santo. Ellet bắt được tín hiệu radar một mục tiêu ở khoảng cách 13.000 yd (12 km) lúc 19 giờ 35 phút, nên tiếp cận đến khoảng cách 5.000 yd (4,6 km) để truy vấn nhận diện bằng tín hiệu đèn. Không nhận được phản hồi, chiếc tàu khu trục bắn đạn pháo sáng chiếu sáng mục tiêu, và mục tiêu sau đó biến mất khỏi màn hình radar ở khoảng cách 3.400 yd (3,1 km). Ellet lại bắt được tín hiệu sonar mục tiêu ở khoảng cách 3.000 yd (2,7 km). Từ 20 giờ 12 phút đến 20 giờ 20 giờ 38 phút, Ellet tung ra một loạt các lượt tấn công bằng mìn sâu, và tín hiệu sonar biến mất lúc 20 giờ 59 phút. Đến rạng sáng ngày 4 tháng 9, nó nhìn thấy một vệt dầu loang lớn cùng nhiều mảnh vỡ trên mặt biển tại tọa độ 13°10′N 165°28′Đ / 13,167°N 165,467°Đ.
Định danh chính xác những tàu ngầm bị Wadsworth và Ellet đánh chìm vẫn còn là một bí ẩn. Nhiều khả năng một trong hai chiếc này chính là I-20 và chiếc kia là I-182.
Vào ngày 18 tháng 11, 1943, Hải quân Nhật Bản công bố I-20 có thể đã bị mất ngoài khơi Espiritu Santo với tổn thất toàn bộ 101 thành viên thủy thủ đoàn trên tàu. Tên nó được cho rút khỏi đăng bạ hải quân vào ngày 1 tháng 12, 1943.